# Anosia axantha
Anosia axantha är en fjärilsart som beskrevs av K.J.Hayward 1922. Anosia axantha ingår i släktet Anosia och familjen praktfjärilar. Inga underarter finns listade i Catalogue of Life.